# 亨特
亨特 或者 韓特（英語：Hunter, Hunt）可以指：

## 人物
- 詹姆斯·亨特（英语：James Hunt，1947年8月29日—1993年6月15日），英国赛车手、1976年一级方程式世界冠军。
- 傑克·亨特 (廣播主持人)（英語：Jack William Hunter, Jr.；1974年6月1日－），美國電台主持人、政治評論員和政治編輯。
- 丹尼爾·亨特（英語：Daniel Hunter；1990年1月23日－），英國排球運動員。
- 路易斯·亨特 （英語：Louis Hunter，1992年3月17日－），澳大利亞演員。
- 戴维·亨特（英語：David Hunt，1934年5月22日－），前英國水手。
- 亨特·罗文斯（英語：L. Hunter Lovins，1950年2月26日－），美國環保主義者、作家和可持續發展支持者。
- 亨特·斯托克顿·汤普森 （英語：Hunter Stockton Thompson ，1937年7月18日－2005年2月20日），美國記者、散文家和小說家。
- 莎伦·亨特（英語：Sharon Hunt，1977年10月11日－），英国女子马术运动员。
- 亨特·佐羅門（英語：Hunter Zolomon），美國DC漫畫超級反派。
- 肯尼思·亨特（英語：Kenneth Hunt，1884年2月24日－1949年4月28日），英国男子足球运动员。
- 蓋瑞·亨特（英語：Gary Hunt；1984年6月11日－），英國潛水員。
- 艾殊利·亨特（英語：Ashley Matthew Hunter，1995年9月29日－），英國職業足球運動員。
- 乔治·亨特 (拳击运动员)（英語：George Hunter，1927年7月22日－2004年12月12日），南非男子拳击运动员。
- 瑪莎·亨特 (1917年)（本名：Marcia Virginia Hunt，1917年10月17日－2022年9月7日），美國女演員、模特和活動家。
- 考特尼·亨特 (Courtney Hunt，1964年) ，美國女電影導演、編劇。
- 威廉·莫里斯·亨特（英語：William Morris Hunt；1824年3月31日－1879年9月8日），美國畫家。
- 達里奧·亨特（英語：Dario David Hunter；1983年4月21日－），美國拉比、律師和政治家。
- 奥赛罗·亨特（英語：Tegba Othello Hunter，1986年5月28日－），美国NBA联盟职业篮球运动员。
- 玛蒂塔·亨特（英語：Martita Hunt，1900年1月30日－1969年6月13日），英國女演員。
- 韦斯利·亨特（英語：Wesley Parish Hunt，1981年11月13日－），美國政治家。
- 亨特·馬漢（英語：Hunter Mahan, 1982年5月12日－），美國職業高爾夫球手。
- 罗伯特·亨特（英語：Robert Hunter，1904年3月27日－1950年3月25日），加拿大男子赛艇运动员。
- 托马斯·亨特（英語：Thomas Gregory "Tom" Hunter，1932年12月19日－2017年12月27日），美國演員、編劇。
- 艾拉·亨特（英語：Ella Hunt，1998年4月29日－），英國女演員和歌手。
- 亨弗雷·亨特（Humfrey Hunter），英國作家和文學經紀人。
- 林恩·亨特（Lynn Avery Hunt，1945年11月16日－），美國歷史學家。
- 特里斯特拉姆·亨特（英語：Tristram Hunt，1974年5月31日－），英國政治家。
- 傑克·亨特（英語：Jack Hunt, 1990年12月6日 - ），美國電影、電視演員
- 理查德·莫里斯·亨特（Richard Morris Hunt，1827年10月31日－1895年7月31日），美國建築師。
- 安东尼·R·亨特（英語：Anthony Rex Hunter，1943年8月23日－），英裔美国生物学家。
- 阿隆·亨特（德語：Aaron Hunt，1986年9月4日－），德國退役足球運動員。
- 格雷格·亨特（英語：Greg Hunt；1965年11月18日－），澳大利亞政治家。
- 乔治·亨特 (赛艇运动员)（英語：George Hunt，1916年8月1日－1999年9月3日），美國男賽艇運動員。
- 乔治·亨特 (拳击运动员)（英語：George Hunter，1927年7月22日－2004年12月12日），南非男子拳击运动员。
- 本·亨特-戴维斯（英語：Ben Hunt-Davis，1972年3月15日－），英国男子赛艇运动员。
- 马克·亨特（英語：Mark Hunter，1978年7月1日－），英国男子赛艇运动员。
- 亨利·亨特 (Henry "Orator" Hunt，1773年11月6日 – 1835年2月15日) ，英國激進自由主義者、演說家和煽動家。
- 亨特·阿姆斯特朗（英語：Hunter Armstrong，2001年1月24日－），美國游泳運動員。
- 伊森·韓特（Ethan Matthew Hunt），電影角色和“碟中諜”系列的主角。
- 德安德烈·亨特（英語：De'Andre James Hunter，1997年12月2日－），美國職業籃球運動員。
- 亨特·拜登（英語：Robert Hunter Biden，1970年2月4日－），美國律師、說客和畫家。
- 小拉马尔·亨特（英語：Lamar Hunt Jr.，1956年10月20日－），美國企業家。
- 鄧肯·亨特 （Duncan Duane Hunter；1976年12月7日－），美國政治家。
- 保罗·亨特（Paul Allen Hunter，1978年10月14日－2006年10月9日），英國職業斯諾克選手。
- 雷切爾·亨特（Rachel Hunter，1969年9月8日－），新西蘭，她是新西蘭超模、演員和電視製片人。
- 莫頓·亨特（Morton Magill Hunt，1920年2月20日－2016年3月12日），美國心理學家、科普作家。
- 威廉·霍爾曼·亨特（William Holman Hunt，1827年4月2日－1910年9月7日），英國畫家。
- 尼基·亨特（英語：Nicholas Brett "Nicky" Hunt，1983年9月3日－），英國職業足球運動員。
- 史蒂文·亨特（英語：Steven D. Hunter，1981年10月31日－），美国NBA职业篮球运动员。
- 锡德里克·亨特（英語：Cedric R. Hunter，1965年1月16日－），美国NBA联盟前职业篮球运动员。
- 布兰登·亨特（英語：Brandon Hunter，1980年11月24日－），美国职业篮球运动员。
- 邦妮·亨特（英語：Bonnie Hunt，1961年9月22日－），美國女演員、喜劇演員、導演、製片人、編劇和電視節目主持人。
- 亨特·帕瑞施（英語：Hunter Parrish Tharp，1987年5月13日－），美國演員和歌手。
- 威廉·亨特（英語：William C. Hunter，1812年－1891年6月25日），美国商人。
- 杰里米·亨特（英語：Jeremy Richard Streynsham Hunt，港澳汉化译名侯俊伟，1966年11月1日－），英國政治家。
- 琳达·亨特（英語：Lydia Susanna Hunter，1945年4月2日－），美国电影、电视和舞台女演员。
- 史堤芬·亨特（英語：Stephen Patrick Hunt，1981年8月1日－），爱尔兰足球运动员。
- 諾曼·亨特（英語：Norman Hunter，1943年10月29日－2020年4月17日），退役的英国足球运动员。
- 馬修·亞伯特·亨特（Matthew Albert Hunter，1878年－1961年3月24日 ），新西蘭冶金學家。
- 伊凡·亨特（Evan Hunter，1926年10月15日－2005年7月6日），美國編劇、偵探小說作家。
- 瑪莎·亨特（英語：Martha Seifert Hunt，1989年4月27日－），美國模特。
- 内莉亚·亨特（英語：Neilia Hunter Biden，1942年7月28日－1972年12月18日），美國老師。
- 海伦·亨特（英語：Helen Elizabeth Hunt，1963年6月15日－），美國女演員。
- 托马斯·亨特·摩尔根（英語：Thomas Hunt Morgan，1866年9月25日－1945年12月4日），美国遗传学家。
- 山姆·亨特（英語：Sam Lowry Hunt；1984年12月8日－），美國歌手和詞曲作者。
- 约翰·亨特（英語：John Hunter，1943年11月8日－），新西兰男子赛艇运动员。
- 莱斯·亨特（英語：Leslie Hunter，1942年8月16日－2020年3月27日），美国NBA联盟职业篮球运动员。

|  | 本页或本分段罗列了姓氏为「亨特」的人物。 如果是一个指代特定个人的内链将您引导到本页，請考慮修正該人物的名字以將链接指向正確的條目。 |